# THE HAPPY END
『THE HAPPY END』（ザ・ハッピイ・エンド）は、1985年9月5日に発売されたはっぴいえんど通算2作目のライブ・アルバム。

## 解説
1985年6月15日国立競技場でのイベント『ALL TOGETHER NOW』にて、12年ぶりに行われたライブの模様を入場〜チューニング、演奏〜退場までの一部始終を収録したライヴ・アルバム。A面収録の3曲はメドレー形式で大滝詠一〜細野晴臣〜鈴木茂の順にヴォーカルを担当、B面ではノン・スタンダード・レーベル所属（当時）のアーティストたちがコーラスで参加している。「さよならアメリカ さよならニッポン」での、大滝によるコーラスへの合図はレイ・チャールズ「愛さずにはいられない」（I Can't Stop Loving You）を軽い気持ちで真似たものだという。
LPは45回転盤でのリリース。購入者に先着順で『ライブ・アルバム・スペシャル・ブックレット』（非売品）が配布された。
カセットは、両面にLPのA/B面をノンストップにしたものが収録されている（A/B面とも全く同じものを収録）。
LP、カセットとも廃盤となっていたが、2004年発売のボックス・セット『はっぴいえんどBOX』 の1枚としてCD化された。その際、LPおよびカセットに収録されていた吉田拓郎とメンバーの会話はカットされている。

## 収録曲

### SIDE A
1. 12月の雨の日
松本隆 / 大瀧詠一
2. 風をあつめて
松本隆 / 細野晴臣
3. 花いちもんめ
松本隆 / 鈴木茂

### SIDE B
1. さよならアメリカ さよならニッポン
はっぴいえんど / はっぴいえんど、ヴァン・ダイク・パークス

## クレジット
| はっぴいえんど                  |
| 大滝詠一 鈴木茂 細野晴臣 松本隆 |
| Keyboards : Mari                |

| Chorus : | - Shi-Shonen (Non-Standard) - World Standard (Non-Standard) - Pizzicato V (Non-Standard) - 越美晴 (Non-Standard) |

| Master of Ceremony : | - 吉田拓郎 - (FOR LIFE RECORDS INC.) |

| 1985.6.15 国立競技場 LIVE RECORDING |
| Recording Engineer : 田中信一       |

| Remix Engineer : | - 田中信一 - At ONKIO HAUS STUDIO・6st. |

| Management : 和田博己                              |
| Cover Design : 仲條正義                            |
| Artwork Coordination : 後藤繁雄                    |
| Photograph : 富永民生                              |
| Stylist : Miharu Koshi                             |
| Hair : 本多三記夫 (BIJIN)                          |
| Special thanks to CHIBUMAKER                       |
| HAPPYEND PROJECT                                   |
| (株)キャニオンレコード (株)CBS·ソニー テイチク(株) |
| 発売 = (株)CBS·ソニー                              |